# Wakefield (West Yorkshire)

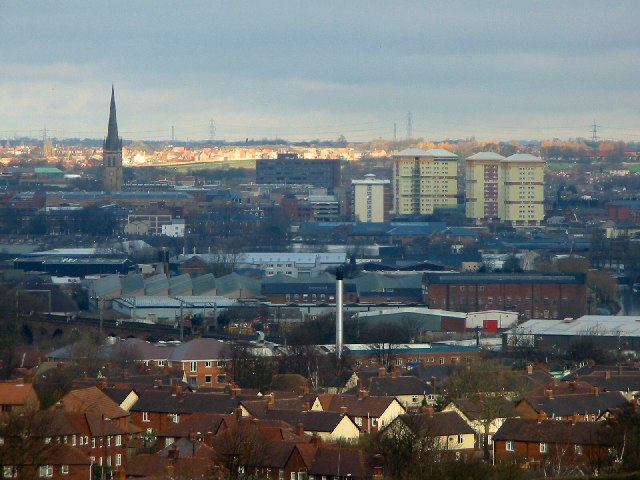
La Ciutat de Wakefield de West Yorkshire.

Wakefield és una ciutat de 79.885 habitants (2001), és el centre administratiu i principal població del districte metropolità de la Ciutat de Wakefield, al comtat de West Yorkshire (Anglaterra).
Zona minera per excel·lència, va entrar en depressió pel tancament de les mines entre 1979 i 1983 sota el govern de Margaret Thatcher. Té una gran catedral. El 30 de desembre del 1460 va tenir lloc la batalla de Wakefield, durant la Guerra de les Dues Roses, en la qual les tropes de Ricard de York van ser aixafades per les tropes de la Casa de Lancaster. En les proximitats es troben les històriques ruïnes del Castell de Sandal.
La banda de glam rock i progressiu Be-Bop Deluxe es va formar en aquesta ciutat, sent d'allí els seus membres Bill Nelson (qui va desenvolupar una reconeguda carrera musical) i Ian Parkinson. Tim Booth, cantant de James, també hi va néixer.
En 2011 en museu The Hepworth Wakefield, dissenyat per l'arquitecte David Chipperfield, i l'edifici du el nom de l'escultora Barbara Hepworth, nascuda a la ciutat.

## Fills il·lustres
- Rawdon Christopher Briggs violinista.